# Stahlquartett

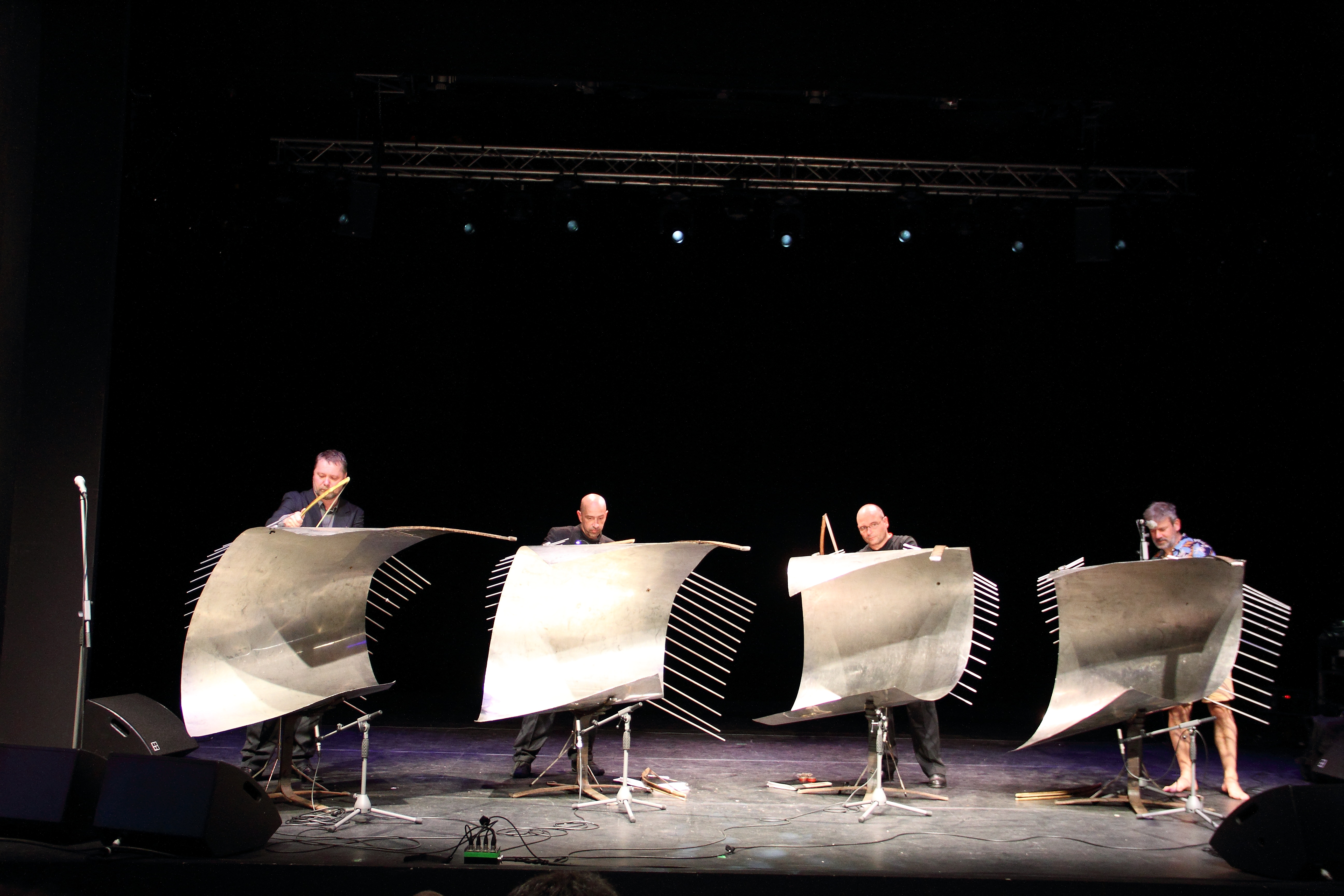
Das Stahlquartett auf dem Rudolstadt-Festival 2018

Das Stahlquartett ist ein im Sommer 2001 gegründetes Ensemble für Neue Musik aus Dresden. Zur Erzeugung seiner Musik bedient es sich der sogenannten „Stahlcelli“. Dies sind eigens gefertigte Streichinstrumente aus Eisen, die mit einem Bogen zum Klingen gebracht werden.

## Geschichte und Mitwirkende
Gründer des Ensembles ist der in Dresden geborene Instrumentenbauer, Musiker, Komponist und Sänger Jan Heinke (1968–2022). Er befasste sich mit Obertongesang und studierte Jazzsaxophon an der HfM Dresden. Seit den 1990er Jahren baute er erste einfache Klangobjekte. Die Entdeckung Robert Rutmans Mitte der 1990er Jahre gab ihm den Anstoß zu komplexeren eigenen Entwicklungen, was 1999 zur Gründung des Ensembles Steelharmonie führte, aus dem 2001 das Stahlquartett entstand. Jan Heinke starb am 20. April 2022.
Der 1972 ebenfalls in Dresden geborene Alexander Fülle gehört zu den Gründungsmitgliedern des Ensembles. Er hatte von 1980 bis 1987 Klavierunterricht. Nach Abschluss des Abiturs studierte er an der HfM Dresden im Hauptfach Klavier Jazz/Rock/Pop. Im Laufe eines sechsmonatigen Studienaufenthaltes in Columbus (Ohio) nahm er unter anderem an Workshops und Kursen mit John Abercrombie, Andy Laverne und Frank Mantooth teil.
Peter Andreas (* 1970) lebt und arbeitet in Dresden. Er studierte Komposition an der HfM Dresden und danach noch zwei Jahre Komposition mit Schwerpunkt elektronische Musik. Er gehört dem Ensemble seit 1999 an.
Michael Antoni (* 1972 in Dresden) lebt als freischaffender Musiker und Lehrer in Berlin. Nach einem zweijährigen Studium der Musikwissenschaft an der TU Dresden wechselte er an die HfM Dresden für ein klassisches Gesangsstudium. Er ist seit 2004 Mitglied des Stahlquartetts.

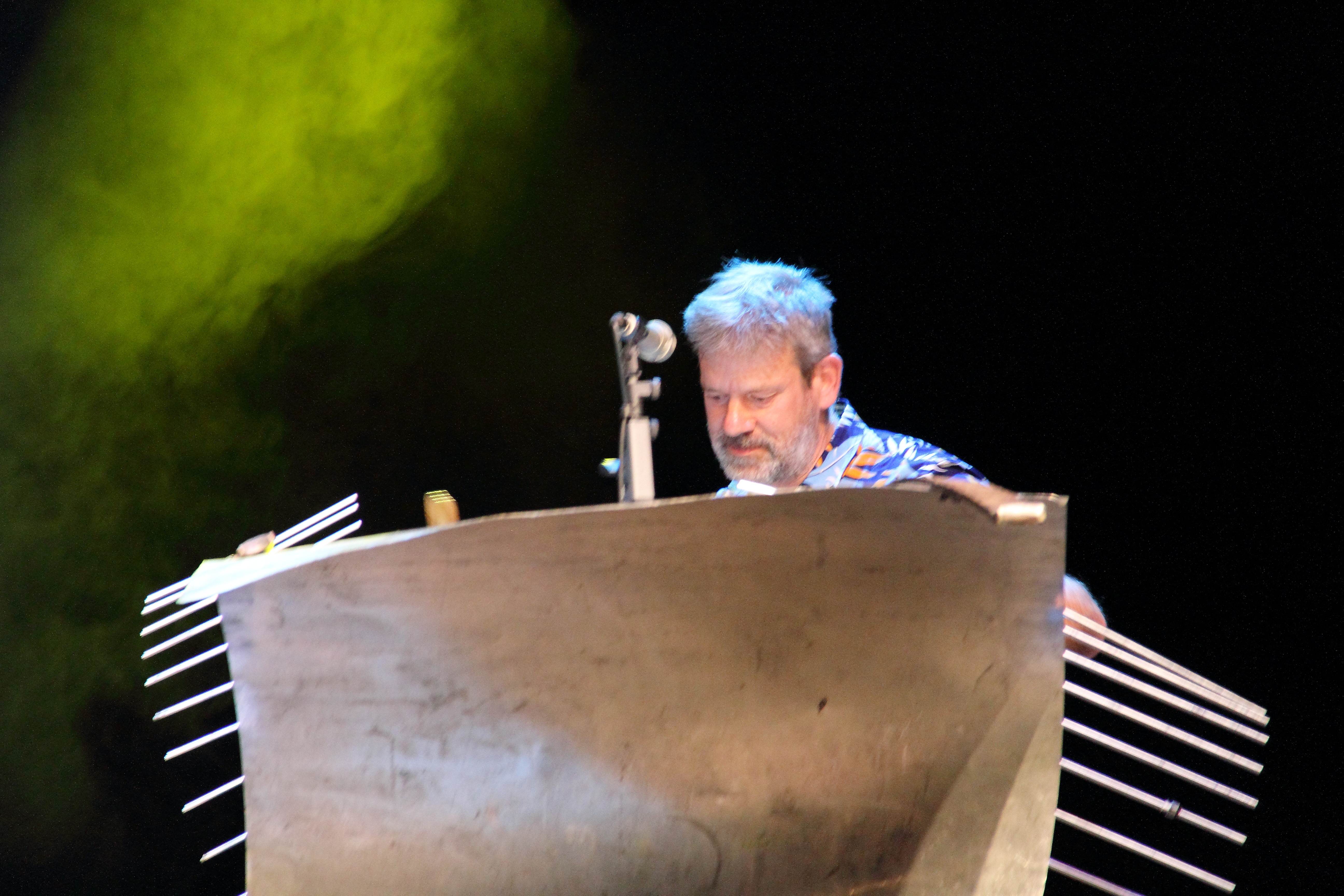
Jan Heinke
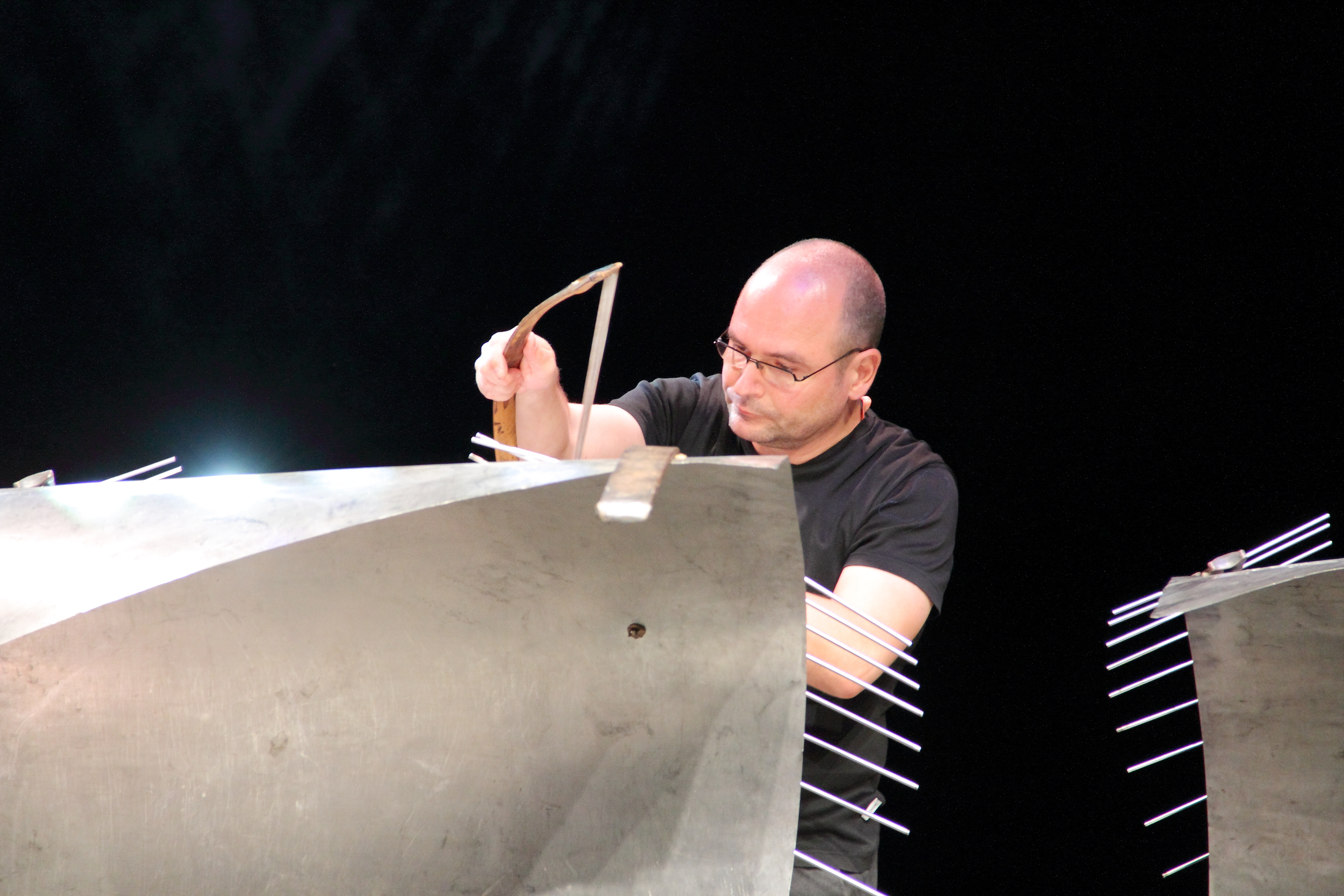
Alexander Fülle
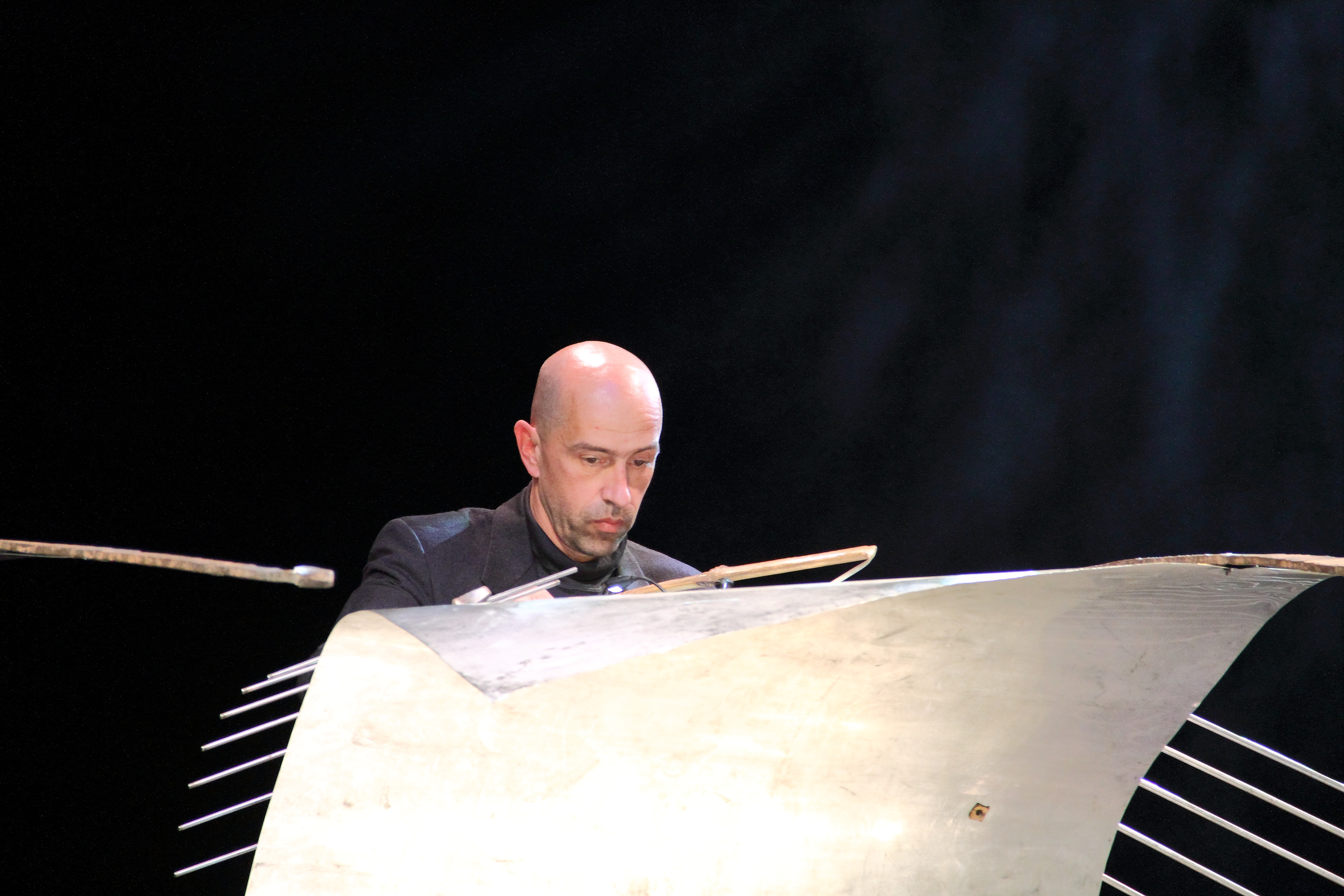
Peter Andreas
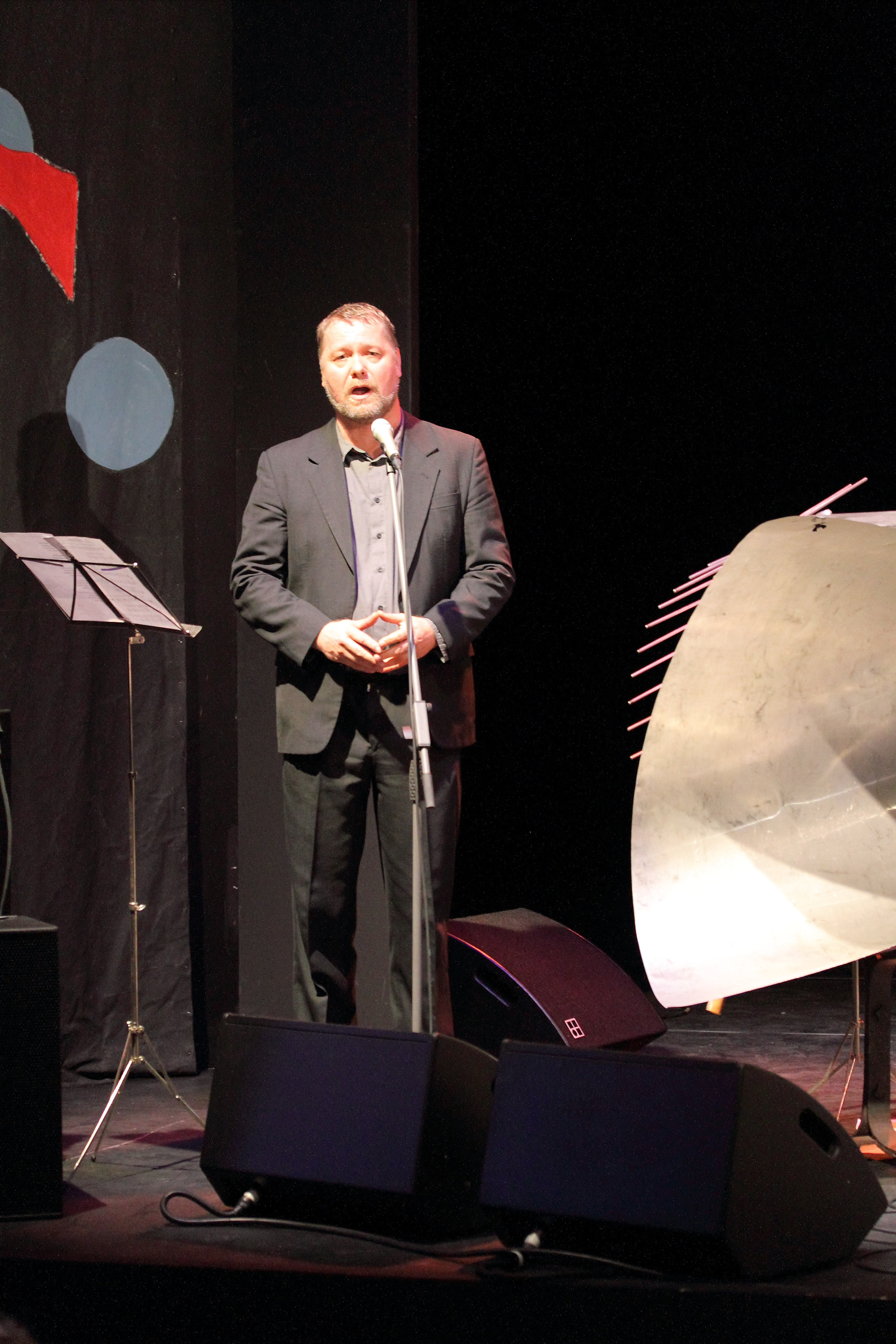
Michael Antoni

## Stahlcelli
Die sogenannten Stahlcelli sind trotz ihrer ungewöhnlichen Form und ihres ungewöhnlichen (eher an Elektronische Musik erinnernden) Klanges rein akustische Streichinstrumente – wenn auch mit Stahlstäben an Stelle von Saiten. Sie wurden von Jan Heinke konzipiert und gemeinsam mit Albrecht Morgenstern in einer historischen Kunstschmiede in Olbernhau im Erzgebirge gebaut. „Sehr imposant, dieses Stahlcello. Mannshoch. Eine Armspanne breit. 50 Kilo schwer.“ Der Anstoß kam durch die Bow Chimes von Robert Rutman aus den 1960er Jahren – eine Skulptur aus Metall, mit der Klänge erzeugt werden können. Dabei sind die vom Stahlquartett verwendeten Stahlcelli komplett verschieden von dem von Robert Rutman ebenfalls entwickelten steel cello. Jan Heinke nennt als weitere Einflüsse noch die Nagelgeigen der Mozartzeit, Ernst Chladnis Experimente mit schwingenden Platten um 1800 und verschiedene Walzenstabspiele der Romantik. Der Tonumfang des Ensembles entspricht mit diesen Instrumenten üblicherweise dem eines klassischen Streichquartetts, lässt sich aber bis an die Grenzen des Hörbaren erweitern. Die Stahlcelli sind in dieser Form weltweit einzigartig und werden nur vom Stahlquartett benutzt.
Ein Stahlcello besteht aus einem Metallständer, auf dem zwei gebogene Eisenträger montiert sind. Auf diesen Eisenträgern sind jeweils 13 Stäbe verschiedener Länge und Dicke aus Edelstahl befestigt, welche so die jeweilige Tonhöhe bestimmen. Ein Blech aus Edelstahl stellt den Resonanzkörper dar. Die Stäbe werden auf beiden Seiten der Eisenträger gestrichen, somit stehen auf jedem Instrument vier gleichstufig gestimmte chromatische Skalen von je einer Oktave zur Verfügung. Der Umfang ist auf jedem Instrument verschieden, der gesamte Umfang des Stahlquartetts reicht von C1 bis c4 und ist damit größer als der Umfang eines normalen Streichquartetts. Typisch für das Stahlcello sind dessen Klang und die in tiefen Lagen äußerst langsame Tonentwicklung. Aufgrund der Bauweise benötigen tiefe Töne viel Zeit, um komplett zu schwingen und zu erklingen. Daraus ergibt sich ein Limit für die Geschwindigkeit, welches die Musizierweise des Stahlquartetts beeinflusst. Der Klang wird vor allem durch den Resonanzkörper geprägt. Es entstehen besonders obertonreiche Klänge, die sich im Blech überlagern können und so weitere Klänge entstehen lassen. Dabei changiert die Klangfarbe von den für das Stahlcello typischen, sehr metallisch-rauhen Klängen bis hin zu Klängen, die an Orgel, Posaune oder Orchester erinnern.

## Repertoire
Das Stahlquartett macht sich die Besonderheiten der Stahlcelli zu Nutze und lässt sie in die Musik einfließen. Dabei entstehen Bearbeitungen bereits existierender Werke, welche neue Perspektiven der Rezeption dieser oft fest determinierten Musik eröffnet. Außerdem werden die Möglichkeiten der Instrumente in eigens dafür komponierten Werken erforscht und dargeboten. Das Repertoire des Ensembles umfasst Werke von Johann Sebastian Bach, Ludwig van Beethoven, Béla Bartók bis Björk oder Wayne Shorter und Eigenkompositionen. Alexander Fülle sagt hierzu: „Mich reizt die Unabhängigkeit von jeglichem Genre. Wir können Eigenes komponieren, das ist auch ein wichtiger Punkt, wir können klassische Stücke interpretieren, moderne Musik, wir können aber auch Pop spielen.“ Bezugnehmend auf das bekannte Air aus Bachs Orchestersuiten sagte er: „Wir spielen zähneknirschend ab und zu ein Referenzstück, wo man erkennt: Ah, das kennt man, aha, so klingt das. Damit man sich das überhaupt vorstellen kann! Aber ansonsten haben wir wenig pädagogische Absichten mit dieser Musik.“

## Veröffentlichungen
- 2012: Stahlquartett